# Утмановское сельское поселение

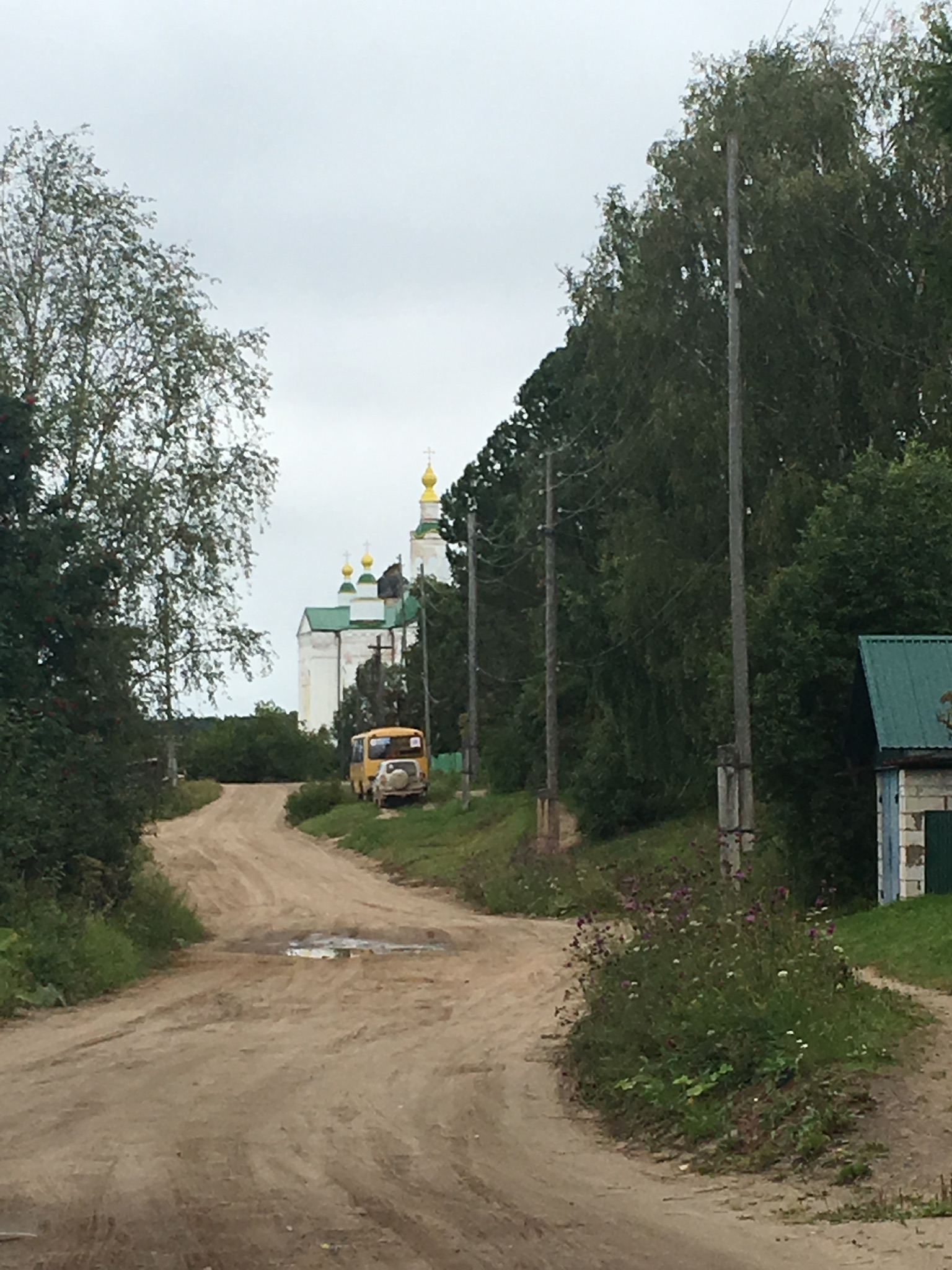
Утманово Подосиновский район Кировской области

Утмановское сельское поселение — муниципальное образование в составе Подосиновского района Кировской области России.
Центр — село Утманово.

## Общие сведения
Утмановское сельское поселение расположено в западной части Подосиновского района Кировской области и занимает площадь 373,77 кв.км. Село Утманово – центр поселения, удалено от областного центра (г.Киров) на 484 км и от районного центра (п.Подосиновец) на 35 км. В границах сельского поселения расположены 23 населенных пункта.

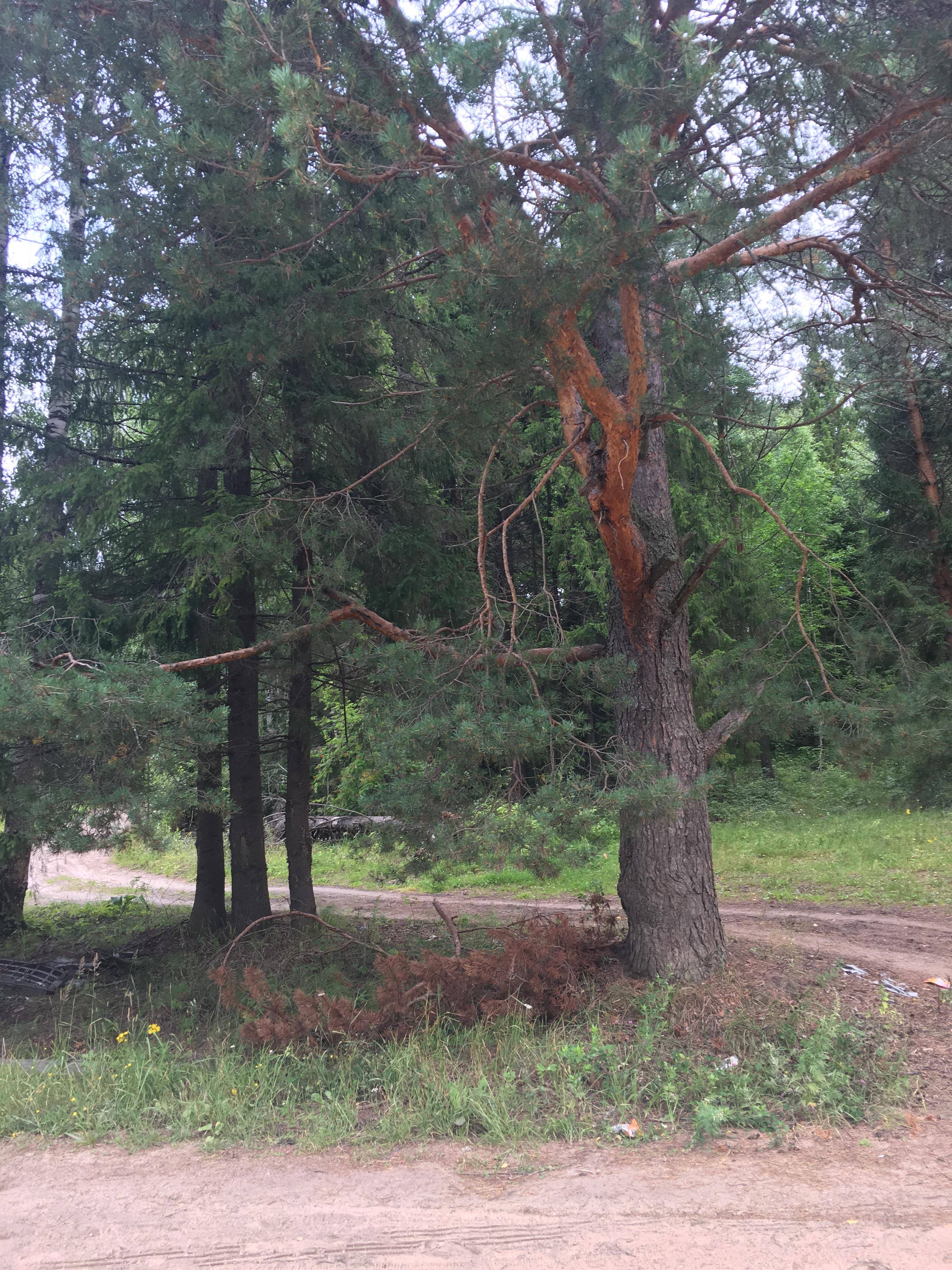
село Утманово Подосиновский район Кировской области

## История
Своё название село получило от названия местности. Центром Утмановской волости был городок Сосновец, стоявший невдалеке от впадения реки Ёнталы в реку Юг. Округа места впадения носила название «Утманово», образованное от слов «утока», «уток» в значении «устье», «мань» - «малый, маленький».
  Впервые Утманово упоминается в договорных грамотах Василия III в 1511 г. Культурные ценности сельского поселения: Ильинская церковь (1800-1808 гг.) в с. Утманово, Николаевская церковь (1810 г.) у д. Фильтяево, Хомяковский сосновый бор (119 га),Утмановский родник.
Утмановский сельский Совет народных депутатов образован в результате нового административного территориального деления в 1918 году и назывался Утмановским Волостным Советом рабочих и крестьянских и красноармейских депутатов и входил в состав Никольского уезда Северо-Двинской губернии.
С июня 1924 года образован Утмановский сельский Совет депутатов и трудящихся в составе Подосиновского района Архангельской области. В 1929 г. был Утмановский сельский совет Северного округа, который затем переименован в Утмановский сельский совет Северного края (1930-1936гг), далее в 1937г. - Утмановский сельский совет Северной области, с 1938 – 1941гг Утмановский сельский совет Архангельской области. С 1941 работал Исполком Утмановского сельского совета депутатов трудящихся Подосиновского района Кировской области.
По решению Кировского облисполкома с 1 марта 1959 года в результате укрупнения колхозов было проведено укрупнение сельских Советов депутатов трудящихся. В состав Утмановского сельского Совета депутатов трудящихся вошли 24 населенных пункта Большеромановского сельского Совета и 14 населенных пунктов Лермонтовского сельского Совета. Центр Утмановского сельского Совета с. Утманово.
На основании Указа Президента РФ от 09.10.1993 года № 1617 и распоряжения главы администрации Подосиновского района от 09.01.1992 года № 7 деятельность Советов народных депутатов была прекращена. С этого времени органом местного самоуправления на территории сельского совета являлся совет старост, а органом исполнительной власти – администрация, возглавляемая главой.
  На основании Закона Кировской области, утвержденного 06.04.1996 года, Устава Подосиновского района, утвержденного 05.09.1996 года территории сельских советов стали именоваться сельскими округами, а организационно-распорядительный орган–администрацией сельского округа. Форма собственности – муниципальная.
В соответствии с Федеральным законом от 06.10.2003 № 131-ФЗ «Об общих принципах организации местного самоуправления в Российской Федерации», постановлением главы администрации Подосиновского района Кировской области от 11.06.2004 № 36 «Об организации и установлении границ муниципальных образований, наделении их статусом сельского, городского поселения муниципального района» с 01.01.2005 года к Утмановскому сельскому округу были присоединены населенные пункты Ровдинского сельского округа деревни Антипино, Князево, Жуково, Страшково. С ноября 2005 года округ стал называться поселением.
Утмановское сельское поселение образовано 1 января 2006 года согласно Закону Кировской области от 07.12.2004 № 284-ЗО.

## Население
| 2010 | 2012 | 2013 | 2014 | 2015 | 2016 | 2017 |
| ---- | ---- | ---- | ---- | ---- | ---- | ---- |
| 750  | ↘718 | ↘692 | ↘668 | ↘641 | ↘604 | ↘584 |
| 2018 | 2019 | 2020 | 2021 |      |      |      |
| ↘546 | ↘519 | ↘484 | ↘379 |      |      |      |

## Состав сельского поселения
| №  | Населённый пункт  | Тип населённого пункта       | Население |
| -- | ----------------- | ---------------------------- | --------- |
| 1  | Антипино          | деревня                      | 16        |
| 2  | Белая             | деревня                      | 1         |
| 3  | Большероманово    | деревня                      | 156       |
| 4  | Великий Двор      | деревня                      | 0         |
| 5  | Верхнее Причалино | деревня                      | 0         |
| 6  | Гагарино          | деревня                      | 10        |
| 7  | Гребенево         | деревня                      | 23        |
| 8  | Деляево           | деревня                      | 2         |
| 9  | Жуково            | деревня                      | 0         |
| 10 | Ивково            | деревня                      | 12        |
| 11 | Князево           | деревня                      | 0         |
| 12 | Колотово          | деревня                      | 0         |
| 13 | Кошково           | деревня                      | 1         |
| 14 | Малая Пукалица    | деревня                      | 0         |
| 15 | Нижнее Причалино  | деревня                      | 2         |
| 16 | Романово          | деревня                      | 14        |
| 17 | Росляково Раменье | деревня                      | 2         |
| 18 | Страшково         | деревня                      | 19        |
| 19 | Утманово          | село, административный центр | 413       |
| 20 | Фильтяево         | деревня                      | 12        |
| 21 | Хозятино          | деревня                      | 18        |
| 22 | Хомяково          | деревня                      | 12        |
| 23 | Черницыно         | деревня                      | 37        |

## Экономика
В настоящее время на территории поселения располагаются 2 сельхозпредприятия, это СПК (колхоз) «Утмановский» и ООО «СХП «Большероманово плюс». Имеются муниципальное образовательное казенное учреждение средняя школа с.Утманово, муниципальное казенное образовательное учреждение для детей дошкольного возраста детский сад «Малыш», МКУК «Утмановский СДК», Утмановский ФАП, филиал Подосиновской ЦБС, отделения почтовой связи в с.Утманово и д.Большероманово. На территории поселения работают 3 магазина ООО «ТОРГ», магазин Северного потребительского общества и магазин ООО «Конкурент». ООО «Лесоруб» занимается заготовкой и переработкой леса. 3 индивидуальных предпринимателя занимаются лесозаготовкой.